# Doomwatch – Insel des Schreckens
Doomwatch – Insel des Schreckens (Originaltitel: Doomwatch) ist ein britischer Fernsehfilm im Genre des Science-Fiction-Films von 1972. Er entstand als Spin-off der gleichnamigen Fernsehserie, die von 1970 bis 1972 ausgestrahlt wurde. Die Produktion wird auch als Horrorfilm eingeordnet, obwohl die Handlung keine übernatürlichen Elemente aufweist.

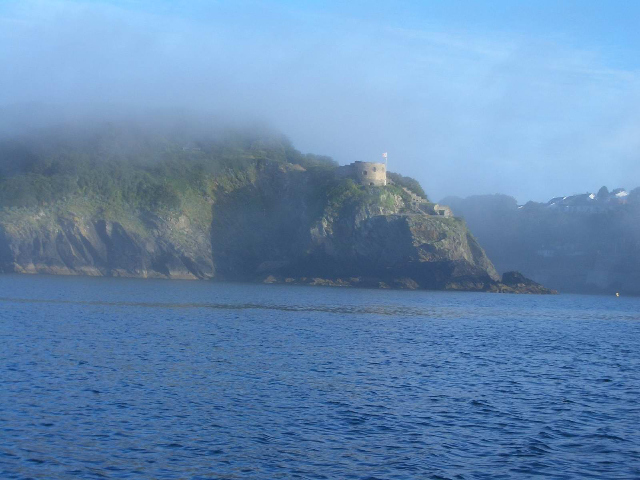

## Handlung
Die (fiktive) Insel Belf und ihre Gewässer an der Südwestspitze Cornwalls sollen von der staatlichen britischen Umweltschutzbehörde Doomwatch (Abkürzung für Department for the Observation and Measurement of Scientific Work) routinemäßig untersucht werden. Doomwatch-Mitarbeiter Dr. Dell Shaw reist mit der Fähre nach Belf. Auf der Anfahrt macht ihm der Fährmann klar, dass er mit keinem freundlichen Empfang rechnen kann, da die Insulaner sehr verschlossen seien. Da Shaw für seine Untersuchungen jedoch lediglich eine Übernachtung eingeplant hat, macht er sich über die Andeutungen keine weiteren keine Gedanken. Er will am nächsten Tag Wasserproben entnehmen und noch am selben Tag mit der Fähre zurückreisen.
Tatsächlich ist der Empfang durch die Inselbewohner mehr als kühl. Im einzigen Gasthof verweigert ihm die Wirtin die Unterkunft. Selbst der Vikar und der Ortspolizisten lehnen seine Aufnahme ab. Schließlich gelingt es ihm, in einer kleinen Pension unterzukommen, in der als einziger Gast die örtliche Lehrerin Victoria Brown logiert. Bei einem Gespräch in Victorias Zimmer beobachtet Shaw bei einem Blick aus dem Fenster, wie mehrere Inselbewohner einen älteren Mann offenbar zwangsweise außerhalb des Dorfes verbringen. Victoria reagiert auf seine Frage, was dort vorgeht, ungehalten und abweisend.
Am nächsten Morgen nimmt Shaw wie geplant Wasserproben und sammelt Möweneier ein. Am Strand wird er von einem Unbekannten, der ein Gewehr trägt, beobachtet. Shaw verfolgt den Mann in einen Wald, wo er eine frisch vergrabene Kinderleiche findet. Als er den Fund dem Ortspolizisten meldet, glaubt ihm dieser nicht. Trotzdem sucht er mit Shaw die Fundstelle auf, doch die Leiche ist spurlos verschwunden. 
Shaw entscheidet daraufhin, entgegen seinem ursprünglichen Auftrag nicht sofort nach London zurückzukehren, sondern auf eigene Faust zu ermitteln, was es mit der verschwundenen Leiche und dem seltsamen Verhalten der Dorfbewohner auf sich hat. Dabei kommt ihm unerwartet das Untersuchungsergebnis seiner Proben aus London entgegen: Von ihm eingesandte Fische weisen extrem hohe Menge eines Wachstumshormons auf, was von Doomwatch als äußerst brisant eingeschätzt wird.
Shaw untersucht daraufhin mit einem Doomwatch-Taucher vor Belf ein Sperrgebiet der Royal Navy. Der Taucher findet wie einerseits gekennzeichnete Fässer mit radioaktivem Abfall, andererseits aber auch undeklarierte Fässer unbekannter Herkunft, die zum Teil geöffnet sind, so dass ihr unbekannter Inhalt in die Gewässer um Belf entweichen kann.
Doomwatch wird beim Admiral vorstellig. Er gibt zu, dass vor Belf Fässer mit Atommüll versenkt wurden, von denen jedoch keine Gefahr ausgehe. Die anderen Fässer sind ihm nicht bekannt. Offenbar wurden sie dort illegal deponiert. Ermittlungen von Doomwatch führen zu einer Chemiefabrik, die früher Wachstumshormone produzierte. Der Direktor gibt zu, dass die Produktion eingestellt wurde, da das Mittel ein nicht kontrollierbares Wachstum erzeugte. Die Restbestände wurden einem Abfallbeseitigungsunternehmen zur Entsorgung übergeben. Doomwatch überführt den Abfallbeseitigungsunternehmer der illegalen Deponierung der Chemikalie. Wie sich herausstellt, entsteht die Meerwasserverseuchung durch die Kombination der Lagerung von radioaktivem Müll und dem Hormonwachstum: Durch die Strahlung der Atommüllfässer werden die Chemikalienfässer erhitzt und platzen, so dass die Hormone ins Wasser gelangen und von Meerestieren aufgenommen werden. Über die Nahrungskette können die Hormone auch von Menschen aufgenommen werden.
Shaw hat inzwischen auf Belf weiterermittelt. Bei der Verfolgung eines der „Verschwundenen“ wird er in einer Scheune von einem missgestalteten Mann niedergeschlagen und ohnmächtig. Als er erwacht, versuchen ihm Victoria und andere Inselbewohner einzureden, er sei am Strand ohnmächtig geworden. Es gelingt ihm jedoch, Victoria von seiner Mission zu überzeugen. Shaw erfährt, dass die Inselbewohner die Missgestaltung ihrer Gemeindemitglieder auf die jahrhundertelange Inzucht auf der abgelegenen Insel zurückzuführen ist. Tatsächlich entstehen die Missbildungen jedoch durch den Verzehr von verseuchtem Fisch. Anfänglich weigern sich die Insulaner, Hilfe der Regierung anzunehmen, doch schließlich sind sie dank Shaws Aufklärungsarbeit bereit, ihre kranken Angehörigen in Krankenhäusern in Cornwall behandeln zu lassen. Die von Shaw gefundene Kinderleiche war von den Eltern des toten Mädchens heimlich vergraben worden, um Ermittlungen zu der Krankheit, die als Folge der Inzucht angesehen wurde, zu verhindern. Shaw war bei der Entdeckung der Leiche beobachtet worden. Während er die Polizei verständigte, wurde der Leichnam ausgegraben.

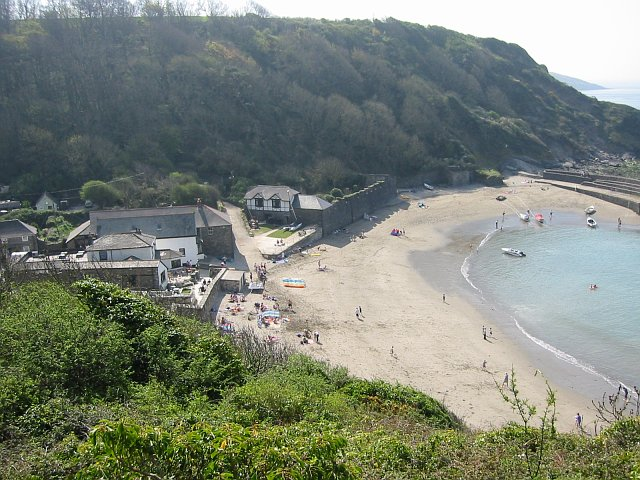

## Produktionsnotizen
Die Außendreharbeiten fanden an der Küste von Cornwall, insbesondere dem Dorf Polkerris, einem Ortsteil von Fowey, sowie auf dem London Heliport statt. 

## Kritik
„Ein Routinethriller, routiniert inszeniert.“

## Überlieferung
Der Film erschien 1987 in Westdeutschland auf VHS. Eine DVD-Edition, auch in deutscher Sprache, erschien 2006. Am 3. Oktober 2008 wurde der Film, 36 Jahre nach seiner Entstehung, erstmals im deutschen Fernsehen auf ARTE ausgestrahlt. 